# سبتک
سبتک، روستایی در دهستان طغرالجرد بخش طغرالجرد شهرستان کوهبنان در استان کرمان ایران است.

## جمعیت
بر پایه سرشماری عمومی نفوس و مسکن در سال ۱۳۹۵، جمعیت این روستا برابر با ۳۳۸ نفر (۹۷ خانوار) بوده‌است.